# 謝瑞
謝瑞（？—？），字應麟，號介菴，直隸真定府冀州人，民籍，明朝政治人物。

## 生平
弘治五年（1492年）壬子科順天府鄉試第二十一名舉人。弘治十八年（1505年）中式乙丑科會試第一百五十一名，三甲第六十一名進士。授山東費縣知縣，有惠政。歷官淮安府推官、太僕寺丞、临洮府知府，皆著声誉。致仕归，奉詔进阶大中大夫、资治少尹，曾纂修冀州志，未完成而卒。

## 家族
曾祖謝甫壁；祖父謝宗本，贈知縣；父謝縝，知縣。前母李氏 (贈孺人）；母崔氏（封孺人）。